# La Bataille de la Montagne du Tigre
Pour plus de détails, voir Fiche technique et Distribution.
La Bataille de la Montagne du Tigre (智取威虎山, Zhì qu'weihu shan en chinois) est un film sino-hongkongais réalisé par Tsui Hark, sorti en 2014. 
C'est l'adaptation du roman historique Tracks in the Snowy Forest de Qu Bo publié en 1957.

## Synopsis
En 1946, après la seconde guerre mondiale dans le nord-est de la Chine, des soldats de l'Armée populaire de libération affrontent des bandits qui sèment la terreur dans la région.

## Fiche technique
- Titre français : La Bataille de la Montagne du Tigre
- Titre original : 智取威虎山, Zhì qu'weihu shan
- Titre anglais : The Taking of Tiger Mountain
- Réalisation : Tsui Hark
- Scénario : Qu Bo
- Pays d'origine :  Chine,  Hong Kong
- Format : Couleurs - 35 mm - 2,35:1
- Genre : aventure
- Date de sortie :
  - 24 décembre 2014 :  Chine
  - 17 juin 2015 :  France

## Distribution
- Zhang Hanyu : Yang Zirong
- Tony Leung Ka-fai (VF : Féodor Atkine) : le Seigneur des Aigles
- Lin Gengxin (en) (nommé aussi Kenny Lin) (VF : Damien Boisseau) : capitaine 203
- Yu Nan : Ma Qinglian
- Liya Tong (en) (VF : Ingrid Donnadieu) : Bai Ru, « Petite Colombe »
- Han Geng : Jimmy
- Chen Xiao (en) (VF : Alexandre Gillet) : Gao Bo
- Mo Tse (en) : Ma Baojun
- Ka Zha (VF : Paul Borne) : Tank
- Zhang Li : Big Brother
- Xing Yu : frère Deux
- Wang Yao (VF : Thierry Mercier) : frère Sept
- Yiwei Yang (VF : Renaud Marx) : frère Huit
- Su Yiming : Jiang Shuanzi
- voix additionnelles : Olivier Cordina, Bruno Dubernat, Gilduin Tissier

 Source et légende : version française (VF) sur RS Doublage et selon le carton du doublage français sur le DVD zone 2.

## Accueil

### Critique
En France, l'accueil critique est positif : le site Allociné recense une moyenne des critiques presse de 3,8/5, et des critiques spectateurs à 3,1/5. 